# Gabriel Ignaz Ritter

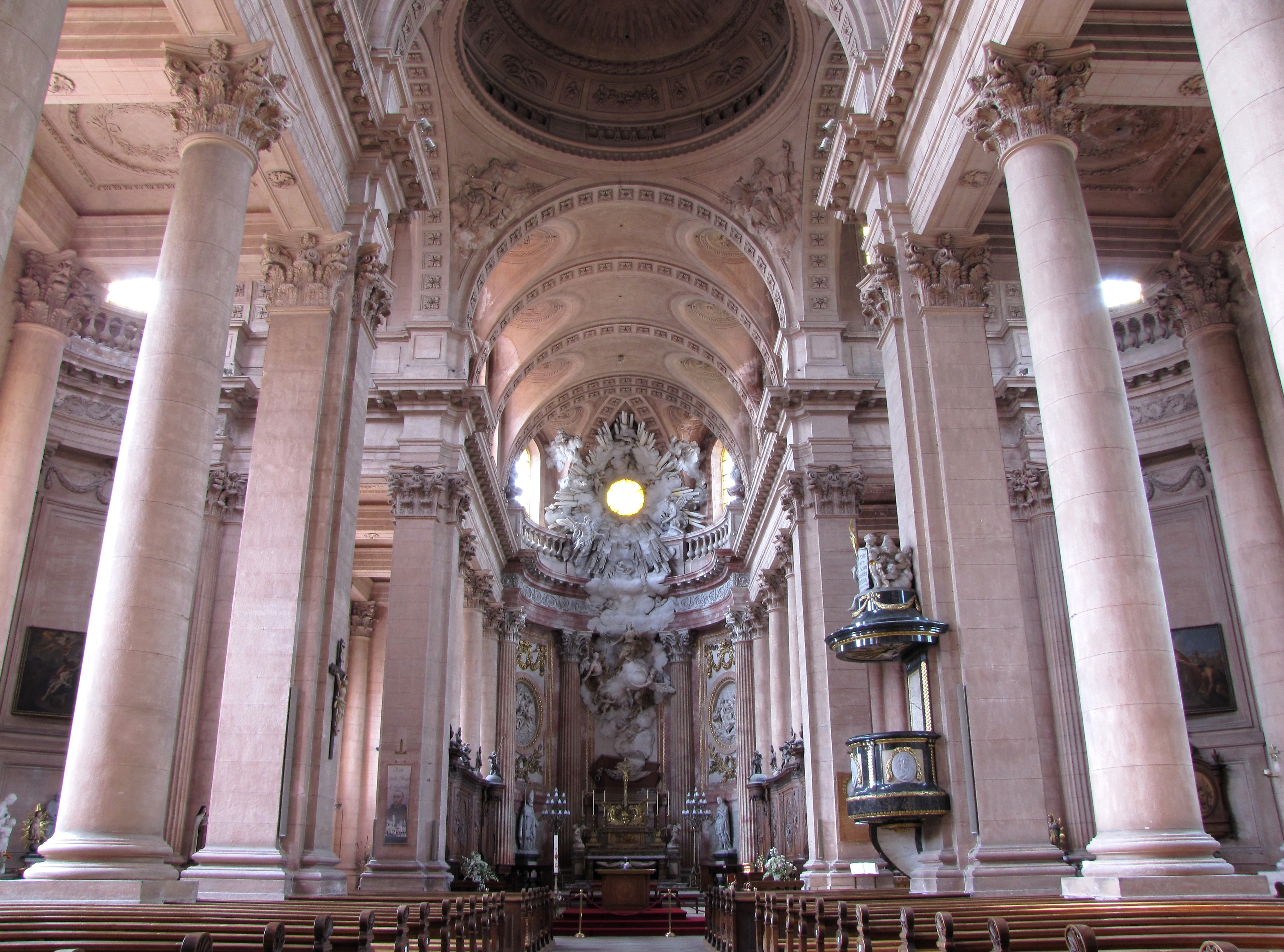
Notre-Dame de Guebwiller (Innenansicht)

Gabriel Ignaz Ritter (auch: Gabriel Ignace Ritter; * 31. Juli 1732 in Andelsbuch; † 28. Mai 1813 in Guebwiller) war ein österreichisch-französischer Architekt, Bildhauer und Baumeister.

## Leben
Gabriel Ignaz Ritter war ein Sohn des Rates Anton Ritter (1703–1778) und der Barbara Thum (1706–1784). Spätestens seit 1762 ist er in der Abtei Lure in den Vogesen tätig. 1764 ist er in Gebweiler als Bildhauer tätig, 1768 als Bauführer und dann als Architekt in der Nachfolge des Architekten Louis Beuqué, dem die Bauleitung 1768 wegen schwerwiegender Mängel in der Ausführung entzogen wurde.
Ritter bildete auch Johann Peter Kaufmann aus. 1781 ist Ritter als „Inspecteur des bâtiments (‘édifices’) publics“ im Südelsaß tätig.
Er war zweimal verheiratet, in zweiter Ehe mit Madeleine Simon. Einem Sohn Ritters gelang 1792 als Schüler des Akademieprofessors Julien-David Le Roy (Sohn von Julien Le Roy) die Aufnahme als „Elève“ an de „Académie royale d’architecture“. Gabriel Ignaz Ritter ersuchte um 1792/93 für sich und seinen Sohn um eine Berufung als „Architectes du Département du Haut-Rhin“.

## Werke
Die hier wiedergegebenen Werke von Ritter sind lediglich eine Auswahl und daher unvollständig.
Ritter nahm mit der Übernahme der Tätigkeit als Architekt 1768 von Louis Beuqué an den noch fertigzustellenden Bauteilen in den Obergeschossen der Kirche Notre-Dame in Gebweiler mehrere Änderungen vor, welche die Fassade maßgeblich veränderten, Säulenbasilika 1766/85 (Turm erst 1845). 1771–1773 Bergkirche St. Nikolaus in Oderen. Ab 1772 schuf er die Kirche Saint-Jean-le-Baptiste in Hirsingue (Hirsingen) und die Kirchenausstattung z. B. in Lautenbachzell und Marbach, 1775 in Gebweiler die Kanonikerhäuser bei Notre-Dame, 1776 Altar in Bruebach, 1777 zwei Altäre und zwei Altarbilder in Soultzmatt, 1778  Rathaus Masevaux, 1779 in Colmar das Hôtel der Abtei von Pairis (das heutige Rathaus), 1780 wieder in Gebweiler die Ausstattung von Notre-Dame (zusammen mit Fidel Sporer). 1780 Kapelle in Steinbrunn-le-Haut (Obersteinbrunn), 1785 Kirchenausstattung (Altäre) in Herrlisheim, 1787 Pfarrkirche St. Martin in Masevaux.
Im Kloster Alspach schuf er Teile des Chorgestühls und die Choraltäre im Rokokostil.